# Lista de cidades da Carolina do Norte

Estado da Carolina do Norte destacado em vermelho no mapa dos Estados Unidos.

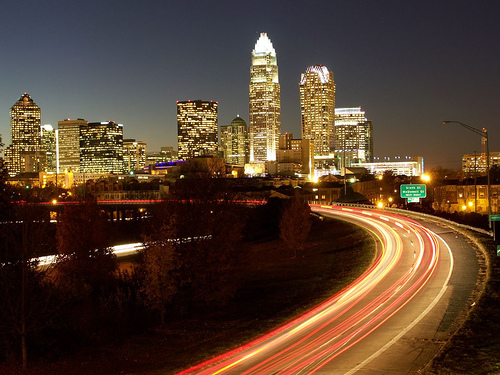
Charlotte, maior cidade da Carolina do Norte.

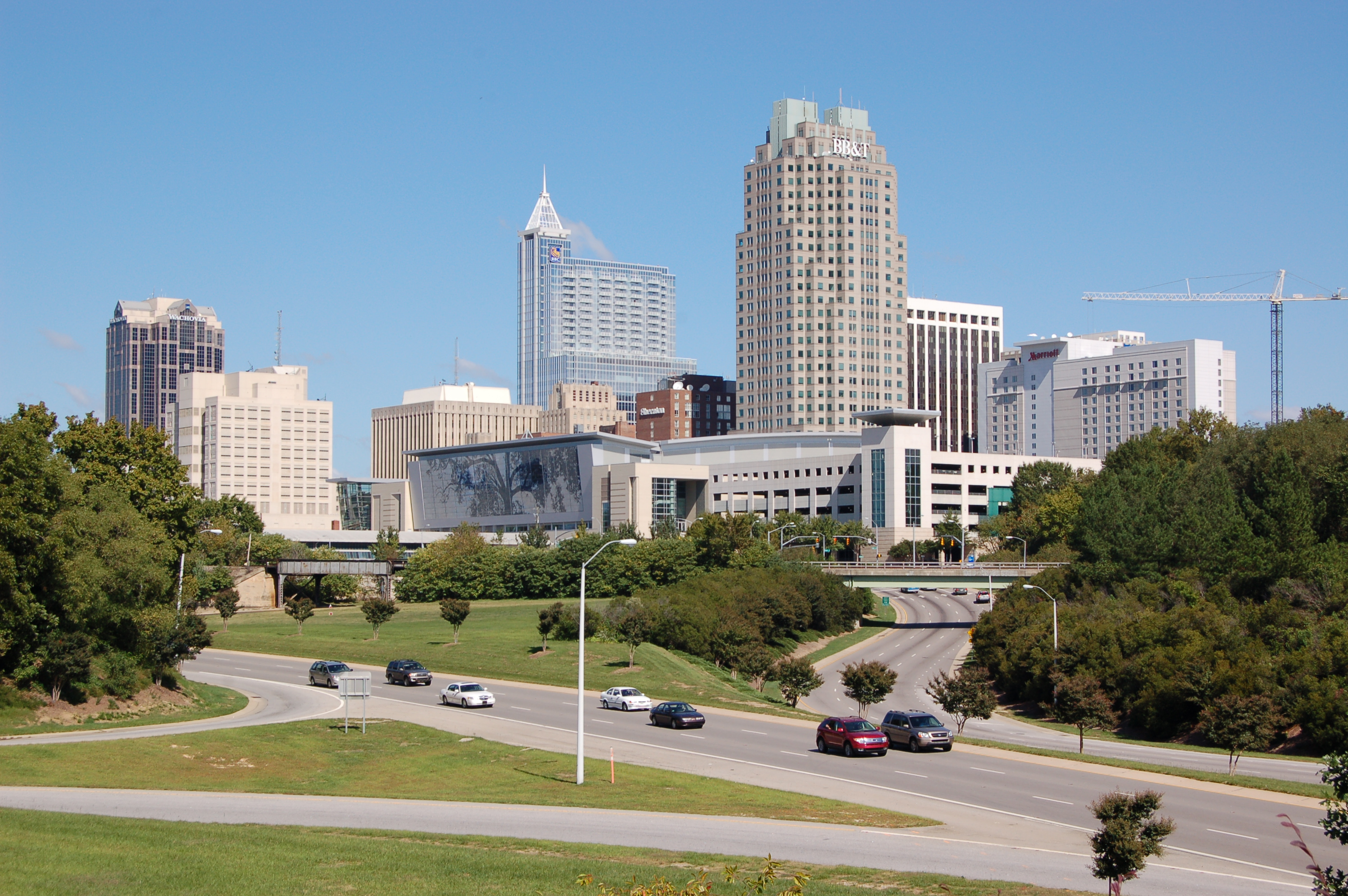
Raleigh, capital e segunda maior cidade do estado.

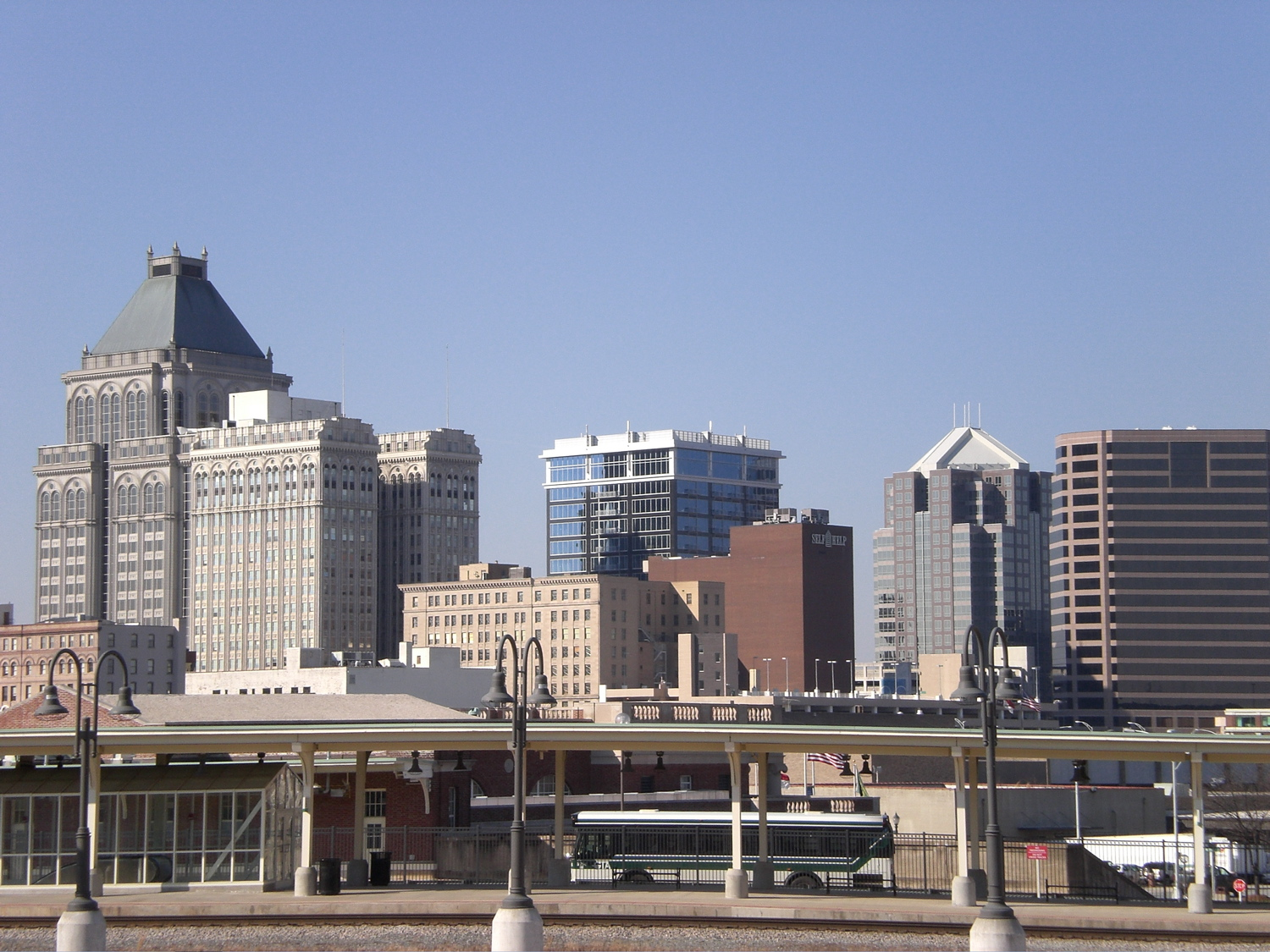
Greensboro, terceira maior cidade da Carolina do Norte.

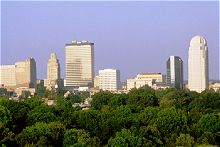
Winston-Salem, quarta maior cidade da Carolina do Norte.

A Carolina do Norte é um estado localizado no sul dos Estados Unidos. De acordo com o Censo de 2010 dos Estados Unidos, a Carolina do Norte é o 10º estado mais populoso com 10.042.802 habitantes, mas o 29º o maior pela área de terra abrangendo 125,919.8 km². A Carolina do Norte está dividida em 100 condados e contém 533 municípios constituídos por cidades, vilas ou aldeias. No entanto os municípios podem usar o nome de aldeia, cidades ou vilas, pois não existe distinção legal entre os nomes no estado.

## A
- Aberdeen
- Advance
- Ahoskie
- Alamance
- Albemarle
- Alliance
- Altamahaw
- Angier
- Ansonville
- Apex
- Arapahoe
- Archdale
- Arlington
- Arden
- Asheboro
- Asheville
- Askewville
- Atkinson
- Atlantic Beach
- Aulander
- Aurora
- Autryville
- Ayden

## B
- Badin
- Bailey
- Bakersville
- Balfour
- Banner Elk
- Bath
- Battleboro
- Bayboro
- Beaufort
- Beech Mountain
- Belhaven
- Belmont
- Belville
- Belwood
- Benson
- Bermuda Run
- Bessemer City
- Bethania
- Bethel
- Beulaville
- Biltmore Forest
- Biscoe
- Black Creek
- Black Mountain
- Bladenboro
- Blowing Rock
- Boardman
- Bogue
- Boiling Spring Lakes
- Boiling Springs
- Bolivia
- Bolton
- Boone
- Boonville
- Bostic
- Brevard
- Bridgeton
- Broadway
- Brookford
- Browns Summit
- Brunswick
- Bryson City
- Bunn
- Burgaw
- Burlington
- Burnsville

## C
- Cajah's Mountain
- Calabash
- Calypso
- Cameron
- Camp Lejeune
- Candor
- Canton
- Cape Carteret
- Cape Hatteras
- Carolina Beach
- Carolina Shores
- Carrboro
- Carthage
- Cary
- Casar
- Cashiers
- Castalia
- Castle Hayne
- caswell Beach
- Catawba
- Cedar Falls
- Cedar Point
- Centerville
- Cerro Gordo
- Chadbourn
- Chapel Hill
- Charlotte
- Cherry Point
- Cherryville
- China Grove
- Chocowinity
- Claremont
- Clarkton
- Clayton
- Clemmons
- Cleveland
- Cliffside
- Clinton
- Clyde
- Coats
- Colerain
- Columbia
- Columbus
- Como
- Concord
- Conetoe
- Connelly Springs
- Conover
- Conway
- Cooleemee
- Cornelius
- Cove City
- Cramerton
- Creedmoor
- Creswell
- Crossnore
- Currie

## D
- Dallas
- Danbury
- Danville
- Davidson
- Davie
- Denton
- Denver
- Dillsboro
- Dobbins Heights
- Dobson
- Dortches
- Dover
- Drexel
- Dublin
- Duck
- Dunn
- Durham

## E
- Earl
- East Arcadia
- East Bend
- East Flat Rock
- East Laurinburg
- East Spencer
- Eden
- Edenton
- Elizabeth City
- Elizabethtown
- Elk Park
- Elkin
- Ellenboro
- Ellerbe
- Elm City
- Elon College
- Emerald Isle
- Enfield
- Enka
- Erwin
- Eureka
- Everetts

## F
- Fair Bluff
- Fairmont
- Faison
- Faith
- Falcon
- Falkland
- Fallston
- Fargo
- Farmville
- Fayetteville
- Fletcher
- Forest City
- Fort Bragg
- Fountain
- Four Oaks
- Franklin
- Franklington
- Franklinton
- Franklinville
- Fremont
- Friendship
- Fuquay-Varina

## G
- Gamewell
- Garland
- Garner
- Garysburg
- Gaston
- Gastonia
- Gatesville
- Gibson
- Gibsonville
- Glen Alpine
- Godwin
- Goldsboro
- Goldston
- Graham
- Granite Falls
- Granite Quarry
- Green Level
- Greenevers
- Greensboro
- Greensboro-High Point apt
- Greenville
- Grifton
- Grimesland
- Grover

## H
- Halifax
- Hamilton
- Hamlet
- Harmony
- Harrells
- Harrellsville
- Harrisburg
- Hassell
- Hatteras
- Havelock
- Haw River
- Hemby Bridge
- Henderson
- Hendersonville
- Hertford
- Hickory
- Hiddenite
- High Point
- High Shoals
- Highlands
- Hildebran
- Hillsborough
- Hobgood
- Hoffman
- Holden Beach
- Holly Ridge
- Holly Springs
- Hookerton
- Hope Mills
- Hot Springs
- Hudson
- Huntersville

## I
- Indian Beach
- Indian Trail

## J
- Jackson
- Jacksonville
- Jamestown
- Jamesville
- Jefferson
- Jonesville

## K
- Kannapolis
- Kelford
- Kenansville
- Kenly
- Kernersville
- Kill Devil Hills
- King
- Kings Mountain
- Kingstown
- Kinston
- Kittrell
- Kitty Hawk
- Knightdale
- Kure Beach

## L
- Lake Lure
- Lake Santeetlah
- Lake Waccamaw
- Landis
- Lansing
- Lattimore
- Laurinburg
- Leggett
- Lenoir
- Lewisberg
- Lewiston Woodville
- Lewisville
- Lexington
- Liberty
- Lilesville
- Lillington
- Lincolnton
- Linwood
- Locust
- Long View
- Louisburg
- Love Valley
- Lowell
- Lucama
- Lumber Bridge
- Lumberton

## M
- M Gilead
- Madison
- Maiden
- Manteo
- Marion
- Marshville
- Matthews
- Maxton
- Mayodan
- McAdenville
- Mebane
- Mocksville
- Moncure
- Monroe
- Monroe Park
- Mooresville
- Morehead City
- Morganton
- Morgantown
- Mountain Home
- Mt Airy
- Mt Holly
- Mt Olive
- Murfreesboro

## N
- New Bern
- Newton
- Norlina
- Norristown
- North Charlotte
- North Cove
- North Wilkesboro
- Norwood

## O
- Old Fort
- Oxford

## P
- Patterson
- Pine Hall
- Pinebluff
- Pinehurst
- Pineville
- Pisgah Forest
- Plymouth

## R
- Raeford
- Raleigh
- Raleigh/Durham
- Ramseur
- Randleman
- Red Springs
- Regal
- Reidsville
- Richlands
- Riegal Wood
- Riegelwood
- Roanoke Rapids
- Roaring Rapids
- Roaring River
- Robbins
- Robbinsville
- Rockingham
- Rocky Mount
- Rocky Mountains
- Rocky Point
- Rose Hill
- Roxboro
- Rural Hall
- Rutherfordton

## S
- Salem
- Salisbury
- Sanford
- Scotland Neck
- Selma
- Severn
- Sevier
- Shelby
- Siler City
- Silver City
- Skyland
- Smithfield
- Sophia
- Southern Pines
- Southport
- Spindale
- Spring Hope
- Spruce Pine
- St Pauls
- Stanley
- Statesville
- Stoneville
- Sunny Point
- Sylva
- Swannanoa
- Swepsonville

## T
- Tarboro
- Taylorsville
- Thomasville
- Tobaccoville
- Troutman
- Troy
- Turkey

## V
- Valdese
- Vale

## W
- Wagram
- Wallace
- Warrenton
- Warsaw
- Washington
- Waynesville
- Weaverville
- Weldon
- Wendell
- West End
- West Jefferson
- Westfield
- Whitestone
- Whiteville
- Wilkesboro
- Williamston
- Wilmington
- Wilson
- Winnsboro
- Winston Salem

## Y
- Yadkinville
- Yahala

## Z
- Zebulon